# Copa Mohamed V 1980
La Copa Mohamed V 1980 fue la decimosexta edición del Trofeo Mohamed V. La competición de clubes se disputó en Casablanca, Marruecos. La disputaron 3 clubes invitados de la UEFA y de la Conmebol, y el MAS Fez, campeón de la liga marroquí. La copa fue ganada por tercera vez por el Atlético de Madrid, que venció en la final por penales al Internacional.

## Equipos participantes
En cursiva los debutantes.
| Confederación | País                    | Equipo                             | Vía de clasificación                                  |
| ------------- | ----------------------- | ---------------------------------- | ----------------------------------------------------- |
| CAF           | Marruecos (Organizador) | MAS Fez                            | Campeón de la Campeonato Nacional de Fútbol (1978/79) |
| Conmebol      | Brasil                  | Internacional                      | Invitado                                              |
| UEFA          | Bulgaria España         | Lokomotiv Sofia Atlético de Madrid | Invitados                                             |

## Desarrollo
|  | Semifinales             | Semifinales |                    |               | Final | Final |  |
|  |                         |             |                    |               |       |       |  |
|  |                         |             |                    |               |       |       |  |
|  | MAS Fez                 | 0           |                    |               |       |       |  |
|  | MAS Fez                 | 0           |                    |               |       |       |  |
|  | Internacional           | 7           |                    |               |       |       |  |
|  | Internacional           | 7           |                    | Internacional | 1 (4) |       |  |
|  |                         |             |                    | Internacional | 1 (4) |       |  |
|  |                         |             | Atlético de Madrid | 1 (5)         |       |       |  |
|  | Atlético de Madrid (p.) | 1           | Atlético de Madrid | 1 (5)         |       |       |  |
|  | Atlético de Madrid (p.) | 1           |                    |               |       |       |  |
|  | Lokomotiv Sofia         | 1           |                    |               |       |       |  |
|  | Lokomotiv Sofia         | 1           |                    |               |       |       |  |
|  |                         |             |                    |               |       |       |  |

### Semifinales
| 23 de agosto de 1980 | MAS Fez | 0:7 | Internacional | Mohammed V, Casablanca |  |

| 23 de agosto de 1980 | Atlético de Madrid | 1:1 (0:0) | Lokomotiv Sofia | Mohammed V, Casablanca |  |
|                      | - Cano 59'         |           | - Atanasov 47'  |                        |  |

### Final
| 24 de agosto de 1980 | Atlético de Madrid                         | 1:1 (1:1, 1:1, 1:0) (5:4 p.) | Internacional                                  | Mohammed V, Casablanca |  |
|                      | - Cano 45'                                 |                              | - Jones 75'                                    |                        |  |
|                      |                                            | Tiros desde el punto penal   |                                                |                        |  |
|                      | - Bermejo - Setién - Rubio - Cano - Dirceu |                              | - Claudio - André - Jones - Veretta - Valzinho |                        |  |

| Bandera de España                    |
| Campeón Atlético de Madrid 3° título |

## Goleadores
Nota: Se desconocen los autores de algunos de los goles.
| Jugador  | Equipo             | Goles |
| -------- | ------------------ | ----- |
| Cano     | Atlético de Madrid | 2     |
| Jones    | Internacional      | 1     |
| Atanasov | Lokomotiv Sofia    | 1     |

## Estadísticas
| Pos. | Equipo             | Pts | PJ | PG | PE | PP | GF | GC | Dif. | Rend. |
| ---- | ------------------ | --- | -- | -- | -- | -- | -- | -- | ---- | ----- |
| 1    | Atlético de Madrid | 2   | 2  | 0  | 2  | 0  | 2  | 2  | 0    | 50%   |
| 2    | Internacional      | 3   | 2  | 1  | 1  | 0  | 9  | 1  | 8    | 75%   |
| 3    | Lokomotiv Sofia    | 1   | 1  | 0  | 1  | 0  | 1  | 1  | 0    | 50%   |
| 4    | MAS Fez            | 0   | 1  | 0  | 0  | 1  | 0  | 8  | -8   | 0%    |